# Javier Mascaró
Carlos Javier Mascaró Vildósola (9 de octubre de 1924 – 8 de julio de 2008), conocido como Javier Mascaró, fue un entrenador y portero del fútbol chileno.
Tanto su hijo, Javier "Chicho" Mascaró Vásquez, como su nieto, Javier Mascaró Jory, fueron destacados jugadores y entrenadores de rugby.Igualmente su hijo Juan Mascaro y nieto Juan Mascaro Jr. son actuales entrenadores de futbol

## Carrera como jugador
Mascaró es uno de los pocos jugadores que ha jugado en los tres grandes clubes del fútbol chileno: Universidad Católica (1942–46), Colo-Colo (1950) y Universidad de Chile (1951), convirtiéndose en el primero El portero lo hizo antes que Adolfo Nef, Oscar Wirth y Paulo Garcés.
| Club                 | País  | Año         |
| -------------------- | ----- | ----------- |
| Universidad Católica | Chile | 1942 - 1943 |
| Green Cross          | Chile | 1944        |
| Universidad Católica | Chile | 1945 - 1946 |
| Santiago Wanderers   | Chile | 1947        |
| Everton              | Chile | 1948 - 1949 |
| Colo-Colo            | Chile | 1950        |
| Universidad de Chile | Chile | 1951        |

## Trayectoria como entrenador
Tuvo una dilatada carrera como director técnico, la cual desarrolló fuera de su país de nacimiento, principalmente en Centroamérica.
| Club                       | País        | Año         |
| -------------------------- | ----------- | ----------- |
| S. C. Olhanense            | Portugal    | 1954-1955   |
| Club Deportivo FAS         | El Salvador | 1964        |
| Comunicaciones Fútbol Club | Guatemala   | 1966 - 1968 |
| Atlante San Alejo          | El Salvador | 1970        |
| Club Deportivo FAS         | El Salvador | 1970 - 1971 |
| Porvenir Miraflores        | Perú        | 1971        |
| Juventud Olímpica          | El Salvador | 1973        |
| CD. U. de El Salvador      | El Salvador | 1975        |
| CD. U. de El Salvador      | El Salvador | 1977 - 1978 |
| Club Deportivo Águila      | El Salvador | 1978 - 1979 |
| Xelajú MC                  | Guatemala   | 1980 - 1981 |
| Municipal                  | Guatemala   | 1982        |
| Saprissa                   | Costa Rica  | 1983        |
| C. S. y D. Suchitepéquez   | Guatemala   | 1987        |
| Xelajú MC                  | Guatemala   | 1991-1992   |